# 遊女 (アン・ルイスのアルバム)
『遊女』（ゆうじょ）は、1986年5月21日に発売されたアン・ルイスの13枚目のスタジオ・アルバム。発売元はビクター音楽産業。規格品番は、LP: SJX-30294。CD: VDR-1206。

## 概要
本作から1989年のアルバム『MY NAME IS WOMAN』まで続く ″女シリーズ″ の幕開けとなった作品で、アン・ルイスの ″歌謡ロック″ スタイルが確立された1枚。レコーディングは1989年12月発売のアルバム『I Love Youより愛してる』以来2度目となるロンドンで行われており、編曲とキーボードを担当した佐藤準とギター担当の北島健二も同行した。
先行シングル「あゝ無情」はアルバムヴァージョンで収録。
CDは1986年の発売以降、長きに亘り廃盤の状態が続いていたが、2007年9月21日におよそ21年ぶりとなる再発売が紙ジャケット仕様で実現され、2013年9月25日にはタワーレコード限定で再発売された。また、2022年3月2日にはMEG-CDの発売が開始されている。

## 収録曲

### LP
| 全編曲: 佐藤準。 |                             |              |              |      |
| #                | タイトル                    | 作詞         | 作曲         | 時間 |
| 1.               | 「Honey Dripper」           | 柴山俊之     | 高橋ヨシロウ | 4:32 |
| 2.               | 「立ちっぱなしのBad Boy」   | 柴山俊之     | うじきつよし | 4:28 |
| 3.               | 「Other Side of The Night」 | Jonah Pashby | Annie        | 4:33 |
| 4.               | 「SAMISHISA'S On My Mind」  | 湯川れい子   | 織田哲郎     | 5:49 |
| 5.               | 「あゝ無情」(Version II)    | 湯川れい子   | NOBODY       | 4:43 |

| 全編曲: 佐藤準。 |                              |            |              |      |
| #                | タイトル                     | 作詞       | 作曲         | 時間 |
| 1.               | 「Slumber Party」            | Annie      | Annie        | 4:13 |
| 2.               | 「遊女のCrazy Love」         | Annie      | うじきつよし | 3:45 |
| 3.               | 「Tell Me That You Love Me」 | Annie      | Annie        | 4:32 |
| 4.               | 「Sweet Temptation」         | 湯川れい子 | 西田昌史     | 4:40 |
| 5.               | 「Triangle Blue」            | Annie      | Annie        | 4:55 |

### CD
| 全編曲: 佐藤準。 |                              |              |              |       |
| #                | タイトル                     | 作詞         | 作曲         | 時間  |
| 1.               | 「Honey Dripper」            | 柴山俊之     | 高橋ヨシロウ | 4:32  |
| 2.               | 「立ちっぱなしのBad Boy」    | 柴山俊之     | うじきつよし | 4:28  |
| 3.               | 「Other Side of The Night」  | Jonah Pashby | Annie        | 4:33  |
| 4.               | 「SAMISHISA'S On My Mind」   | 湯川れい子   | 織田哲郎     | 5:49  |
| 5.               | 「あゝ無情」(Version II)     | 湯川れい子   | NOBODY       | 4:43  |
| 6.               | 「Slumber Party」            | Annie        | Annie        | 4:13  |
| 7.               | 「遊女のCrazy Love」         | Annie        | うじきつよし | 3:45  |
| 8.               | 「Tell Me That You Love Me」 | Annie        | Annie        | 4:32  |
| 9.               | 「Sweet Temptation」         | 湯川れい子   | 西田昌史     | 4:40  |
| 10.              | 「Triangle Blue」            | Annie        | Annie        | 4:55  |
| 合計時間:        | 合計時間:                    | 合計時間:    | 合計時間:    | 46:29 |